# Mark Inglis

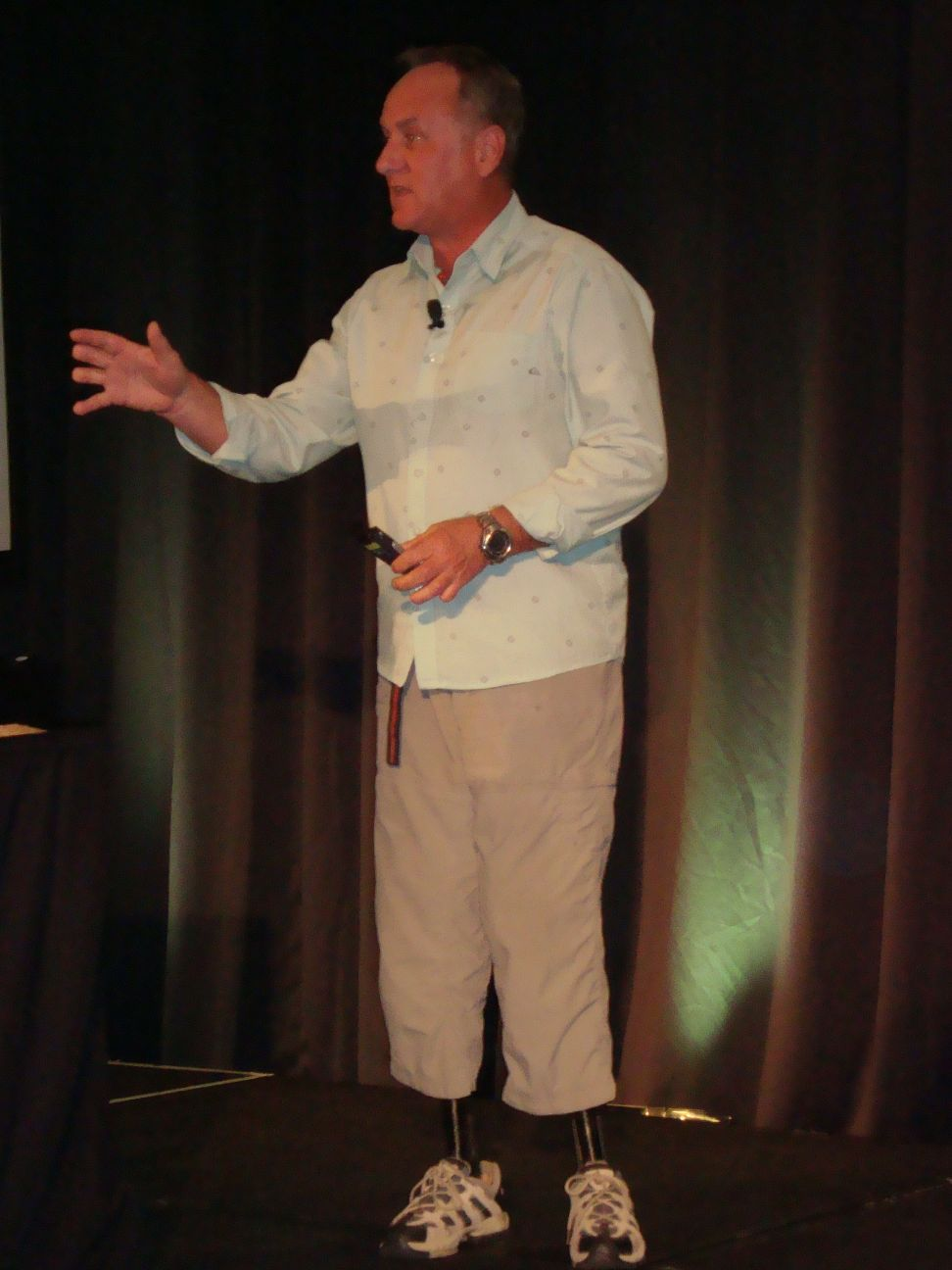
Mark Inglis 2011

Mark Inglis, ONZM (* 27. September 1959) ist ein neuseeländischer Extremsportler. Ihm gelang es 2006 als erstem beidseitig Beinamputierten, den Mount Everest zu erklimmen. Nach seiner Expedition 2006 mussten ihm drei Finger und zwei Fingerkuppen amputiert werden sowie die Beine weiter eingekürzt werden. Ihm wurde zum Vorwurf gemacht, bei seinem Aufstieg dem sterbenden Bergsteiger David Sharp die Hilfe verweigert zu haben. Er äußerte darauf öffentlich seine Verwunderung darüber, dass man angesichts der ca. 40 anderen Personen, die ebenfalls den sterbenden Sharp passierten, ausgerechnet ihm als beidseitig Beinamputierten diesen Vorwurf macht, wo er doch ganz offensichtlich am allerwenigsten in der Lage war, irgendetwas zu dessen Rettung zu tun.
Bei den Sommer-Paralympics 2000 gewann er eine Silbermedaille im Zeitfahren über 1 km.

## Leben
Inglis begann mit 20 Jahren als professioneller Bergsteiger zu arbeiten. Im November 1982 wurde er zusammen mit Philip Doole bei der Besteigung des Aoraki/Mount Cook von einem Schneesturm überrascht. Sie konnten sich in eine Eishöhle retten, aus der sie erst nach 13 Tagen wieder herauskonnten. Beide Bergsteiger erlitten schwerste Erfrierungen an den Unterschenkeln, die jeweils die Amputation beider Beine unterhalb der Knie nach sich zogen.
Im Jahr 2004 stand er auf dem Gipfel des Cho Oyu. Damit war er der zweite beidseitig beinamputierte Mensch, der auf dem Gipfel eines Achttausenders stand.